# Исикари (провинция)
Исикари (яп. 石狩国, Исикари-но куни) — историческая провинция в Японии.

## География и история
Территория бывшей провинции Исикари охватывает нынешнюю подпрефектуру Исикари (без Титосэ и Энива), всю подпрефектуру Сорати и южную часть подпрефектуры Камикава (без Симукаппу).
Провинция Исикари была создана 15 августа 1869 года из 9 сельских уездов на острове Хоккайдо, одновременно с созданием здесь других провинций. На 1872 год здесь проживало 6.003 японца, число живших в провинции айну не учитывалось. В 1882 году провинции на Хоккайдо были заменены префектурой Хоккайдо.

## Уезды провинции Исикари
- Исикари
- Саппоро (1 сентября 1996 преобразован в уезд Хиросима и передан городу Китахиросима)
- Юбари
- Кабато
- Сорати
- Урю
- Камикава
- Ацута
- Хамамасу

## Источник
『角川日本地名大辞典』全50巻,东京:角川书店,1987-1990 («Большой словарь названий местностей Японии издательства Кадокава» В 50 томах, Токио: Кадокава сётэн, 1987—1990).